# Seznam postav v Letopisech Narnie
Toto je seznam postav z knižní a filmové série Letopisy Narnie od C. S. Lewise. Postavy jsou řazeny abecedně podle křestního jména.

## A
Strýc Andrew
Vedlejší záporná postava knihy Čarodějův synovec (tím čarodějem je právě Andrew). Obyvatel Londýna, který se zabývá magií. Dokázal sestrojit prsteny, které člověka přenesou do Lesa mezi světy. Protože byl velmi sobecký a zbabělý, lstí tam poslal Polly a Digoriho. Když odtud nechtěně přivedli čarodějnici Jadis, byl uchvácen její krásou a snažil se jí zalíbit, ale ona jej donutila, aby jí posluhoval.
Když se Digory pokusil vrátit Jadis do jiného světa, nechtěně se dostal do Narnie s několika lidmi včetně Andrewa. Tam přihlíželi stvoření rostlin a zvířat v Narnii. Andrew však myslel jen na sebe a snažil se vzít Digorimu prsteny, aby se dostal pryč.
Zvířata nepoznala, že Andrew je člověk, tak jej zasadila do země a zalévala jej vodou. Pro své hříchy Andrew vůbec nerozuměl laskavému lvu Aslanovi, takže ten pro něho nemohl nic dobrého udělat - tak na něho alespoň seslal občerstvující spánek.
Aravis
Dcera kalormenského tarkána (šlechtice). Otec ji nutil k sňatku proti její vůli, proto uprchla se svou mluvící klisnou Hwin do Narnie. Cestou se k nim připojil Šasta a Brí. V Tašbánu vyslechla plán Rabadaše na zákeřné přepadení Archenlandu a se Šastou před ním varovala krále Lunu. Poté se vdala za Šastu (pravým jménem Kora, Lunova syna) a po smrti Luny se stala královnou Archenlandu. (KaJCh)
Argoz
Jeden ze Sedmi lordů Telmarínů.
Aršíš
Kalormenský rybář, který našel ve člunu dítě a vychovával jej jako syna, nebo spíše otroka. Jelikož neznal jeho jméno (Kor), nazval jej Šasta. (KaJCh)
Aslan
Je to syn velkého císaře za mořem. Velký laskavý mluvící lev, svrchovaný Bůh a vládce Narnie ztělesňující svrchované dobro. Je alegorií pro Ježíše. Hřešící bytosti bez odsuzování výchovně napomíná, aby pochopily svoji chybu. Svým věrným často přichází na pomoc až na poslední chvíli (např. v bitvách), aby vyzkoušel jejich odvahu a víru. Je jedinou postavou, která vystupuje ve všech sedmi dílech.

## B
Bern
Jeden ze Sedmi lordů Telmarínů. Od ostatních se brzy oddělil, usadil se na Osamělých ostrovech a oženil se tam. Když tam přijel král Kaspian X. a byl zajat otrokáři, Lord Bern jej koupil a pomohl mu zbavit trůnu místodržícího Gumpase. Kaspian pak Berna jmenoval vévodou Osamělých ostrovů
Bílá čarodějnice
Zvaná též Jadis. Hlavní záporná postava knih ČS a LČaS, pokus ji oživit byl učiněn i v PK.
Bobrovi
Pan Bobr a jeho manželka paní Bobrová potkali sourozence Pevensieovy krátce poté, co se poprvé objevili v Narnii. Vysvětlili jim proroctví, podle něhož mají čtyři děti vysvobodit Narnii od zla, a zavedli je do Aslanova tábora. Vzájemně se oslovují paní Bobrová a pane Bobře. (LČaS)
Bouřlivák
Kentaur, který se účastnil setkání Kaspiana X. s mluvícími zvířaty krátce poté, co uprchl Mirazovým vojákům. Z hvězd vyčetl blížící se velké události.
Brí
Brí (anglicky Bree, česky plným jm. Bríhihinybrynyhůhyha) je mluvící kůň z Narnie, který se zajetím dostal do Kalormenu. Předstíral, že je němý kůň, aby měl šanci na útěk. Když vycítil vhodnou příležitost, domluvil se se Šastou a společně utečou do Narnie.
Brí se cítí nadřazený obyčejným (němým) koním. Teprve setkání s Aslanem jej promění a zbaví domýšlivosti. (KaJCh)

## C
Caspian IX. — viz Kaspian IX.
Caspian X. – viz Kaspian X.
Cor — viz Kor
Corin — viz Korin
Coriakin — viz Koriakin

## Č
Čuchomech — viz Lanýžník

## D
Digory Kirke
V chronologicky prvním díle (Čarodějův synovec) je Digory Kirke chlapec, kterého zlý strýc pošle s kamarádkou Polly prozkoumat jiné světy. Ve světě Charn podlehne pokušení a probudí čarodějnici Jadis. Později je svědkem tvoření světa Narnie. Aby odčinil svůj čin, Aslan jej pošle přinést kouzelné jablko. To dokáže, uzdraví svou matku a po příbuzném zdědí velké bohatství, vilu, do které si odveze i tajemnou skříň, která byla vytvořena z jediného Narnijského stromu v zemi, to pak lehne i spolu se skříní popelem.
V chronologicky druhém díle (Lev, čarodějnice a skříň) je již starým profesorem a je jediným dospělým, který dětem věří, že skrze skříň prošly do jiného světa.
V posledním díle se také dostává do Narnie a je tedy svědkem stvoření i zániku Narnie.
Diviš — viz Digory
Drinian
Kapitán lodi Jitřní poutník (PJP).
Dufflepods — viz Ťulpodi
Dýnil
Dýnil byl rudý trpaslík, kterého v PK Kaspian vyslal ze svého ležení, aby čekal na Pevensieovy u zříceniny hradu Cair Paravel. Byl však zajat Mirazovými vojáky a málem popraven; Pevensieovi jej však zachránili. K víře v Aslana měl chladný vztah.

## E
Edmund Pevensie
Eustác Scrubb
Eustác Scrubb je bratranec sourozenců Pevensieových. Zpočátku byl protivný, škodolibý a kradl. Pokračoval v tom i po přenesení do Narnie v knize Plavba Jitřního poutníka. Teprve když byl zaklet v draka, začala se jeho povaha měnit. (PJP) Později bojoval na straně dobra: vysvobodil krále Riliana (SŽ) a pomáhal králi Tirianovi v poslední hodině Narnie (PB).

## F
Finta — viz Vytáčka
Fledge — viz Peruť
František I.
Původně byl drožkářem v Londýně. Když byl v knize ČS s Divišem přenesen do Narnie, Aslan jeho a jeho manželku Helenu korunoval za prvního krále a královnu Narnie.

## G
Gael
Vyskytuje se jen v filmové verzi PJP. Dcera námořníka Rhince. Její matku pohltila zelená mlha a Rhince ji chtěl hledat, proto poprosil Kaspiana, aby mu dovolil se připojit k posádce Jitřního poutníka. Gael měla zůstat na Osamělých ostrovech, ale tajně se dostala na loď. Spřátelila se s Luckou a byla první, kdo zahlédl Modrou hvězdu.
Gabriela — viz Polly Plummerová
Glozell
je generál telmařanské armády, spolčený s lordem Sopespianem proti samozvanému králi Mirazovi (PK). Poté, co Miraz prohraje souboj s nejvyšším vládcem Petrem Vznešeným, jej Glozell podle zavraždí (v knize). 
Ve filmu během poslední bitvy málem zabije prince Kaspiana, je však chycen kořeny stromu. Později jako první Telmařan přijme Aslanovu nabídku a odejde z Narnie do světa lidí na opuštěný ostrov, ze kterého Telmařani před dávnými lety do Narnie přišli.

## H
Královna Helena
Manželka Františka, s nímž se stala první královnou Narnie. Zpočátku se František dostal do Narnie bez ní, ale na jeho žádost ji Aslan z Anglie přenesl. (ČS)
Helena (Plavba Jitřního poutníka)
Vystupuje jen ve filmové verzi. Žena, která byla na Osamělých ostrovech obětována Zelené mlze. Její manžel Rhince a jejich dcera Gael se připojili k posádce Jitřního poutníka, která plula Zelenou mlhu porazit. Když se tak stalo, Helena byla mezi lidmi vysvobozenými z její moci.
Hwin
Hwin je mluvící klisna z Narnie, která se zajetím dostala do Kalormenu. Když její paní Aravis chce spáchat sebevraždu, Hwin prozradí, že umí mluvit, a společně uprchnou se Šastou a Brí do Narnie.

## J
Jadis — viz Bílá čarodějnice
Jahoda
Kůň drožkáře Františka. Když mu Aslan daroval křídla a schopnost mluvit, byl nazván Peruť a stal se předkem létajících koní.
Janek — viz Zmatlík
Jill Poleová
Jill chodila do stejné školy s Eustácem. V chronologicky posledních dvou dílech (SŽ a PB) byla přenesena do Narnie s Eustácem. Společně vysvobodili krále Riliana a pomáhali králi Tirianovi v beznadějném boji proti Kalormencům.

## K
Kaspian IX.
Otec Kaspiana X. Byl zavražděn svým bratrem Mirazem. (PK)
Ve filmové verzi PJP je Kaspian X. sužován obavami, zda jedná tak, aby na něho byl jeho otec hrdý.
Kaspian X.
Klenot
Jednorožec, věrný a nerozlučný přítel Tiriana, který s ním prožil všechny události knihy Poslední bitva.
Kor
Kor je syn krále Luny, který byl jako malý unesen a byl vychováván v Kalormenu u rybáře Aršíše pod jménem Šasta. Když mu hrozilo prodání do otroctví, pokusil se uprchnout s mluvícím koněm jménem Brí do Narnie. Na útěku se spojil s Aravis, která jela na mluvící klisně Hwin.
Během cesty se v Tašbánu se dozvěděl, že kalormenský princ Rabadaš plánuje zákeřné přepadení Archenlandu; proto se vydal krále Lunu z Archenlandu varovat. Tam se dozvěděl, že je jeho synem, usídlil se tam a po Lunově smrti se stal králem. (KaJCh)
Korin
Korin je syn Luny, krále Archenlandu. Je vznětlivý, neposlušný a má velkou zálibu v pěstních soubojích. Korin mladší z dvojčat; jeho bratr Kor je pod jménem Šasta vychováván u chudého kalormenského rybáře. (KaJCh)
Koriakin
Vysloužilá hvězda, kterou Aslan nechal za trest vládnout Ťulpodům na ostrově, který mu dal. Bylo řečeno, že smrtelníkům není souzeno se dozvědět, jaký přestupek může hvězda spáchat.
Ve filmové verzi se posádka Jitřního poutníka dozvídá právě od něho, že musí položit sedm mečů na Aslanův stůl a porazit Zelenou mlhu.
Kornelius
Doktor Kornelius byl poloviční trpaslík a poloviční člověk, učitel prince Kaspiana, který mu vyprávěl o staré Narnii.
Křídlín — viz Peruť

## L
Lamželezo
Obr, kterého Aslan vysvobodil ze zkamenění na hradě Bílé čarodějnice.
pán z Lichometníku — viz Sopespian
Lucinka Pevensieová
Král Luna
Král Archenlandu, otec Kora a Korina. Velí obraně hradu Anvard před nájezdem Rabadaše a poté nabízí zajatému Rabadašovi velkorysé podmínky - propustí jej, pokud slíbí, že se polepší.
Radostný a rozvážný král, který se nenechá vyprovokovat. Jeho přesvědčením je, že král musí být „první při každém zoufalém útoku a poslední při každém zoufalém ústupu“.
Lanýžník
Mluvící jezevec Lanýžník se staral o Kaspiana X. po jeho zranění a oponoval Nikabrikovu návrhu, že by bylo lepší Kaspiana zabít. Důsledně přesvědčoval ostatní k víře v Aslana.
Lilliandil — viz Ramanduova dcera
Lordi Telmaríni — viz Sedm lordů Telmarínů

## M
Maugrim
Mluvící vlk, velitel tajné policie samozvané královny Jadis. Za jeho zabití Aslan Petra pasoval na rytíře.
Miráz
Původně lord protektor a později samozvaný vládce Narnijského království za vlády Telmařanů. Jeho manželka byla ryšavá Prunaprizmia. Zavraždil svého bratra aby se zmocnil trůnu. Když se mu narodil syn, zamýšlel zavraždit i svého synovce Kaspiana X. Boj mezi Mirázem a Kaspianem X. je hlavní náplní knihy Princ Kaspian. Byl zrazen lordem Glozellem (generál Podlštejn) a lordem Sopespianem (pán z Lichometníku), kteří jej lstivou slovní manipulací přiměli přijmout výzvu na souboj s nejvyšším vládcem Petrem Vznešeným. Hned poté, co Miraz souboj prohraje, ho jeden z nich podle zavraždí.
Mavramorn
Jeden ze Sedmi lordů Telmarínů.
Monopodi — viz Ťulpodi

## N
Nikabrik
Nikabrik byl černý trpaslík. V PK chtěl nejprve Kaspiana zabít, pak po nějakou dobu bojoval na jeho Kaspiana, a nakonec se pokusil přivést k životu čarodějnici Jadis; při tom zemřel.

## O
Oktesián
Jeden ze Sedmi lordů Telmarínů. Jeho náramek se našel u draka, kterého potkal Eustác předtím, než byl pro svoji hrabivost zaklet v draka. Ostatní usoudili, že tento první drak buď Oktesiána zabil, nebo to byl lord Oktesán zakletý podobně, jako Eustác.
Strýc Ondřej — viz Strýc Andrew

## P
Peruť
Předek všech létajících koní. Předtím, než mu Aslan daroval křídla a řeč, sloužil drožkáři a jmenoval se Jahoda.
Petr Pevensie
generál Podlštejn — viz Glozell
Podšívka — viz Vytáčka
Polly Plummerová
Polly Plummerová je dívka z našeho světa, společně s Digory Kirkem prožijí dobrodružství v Lese mezi světy, Charnu a při stvoření narnijského světa.
Puzzle — viz Zmatlík

## R
Princ Rabadaš
Syn kalormenského tisroka (vládce země). Zamiloval se do královny Zuzany, ale ta jej odmítla pro jeho zlou povahu. Když se jí lstí podařilo z Tašbánu uprchnout, rozhodl se zákeřně přepadnout hrad Anvard v Archenlandu a poté v Narnii Zuzanu unést. Při útoku na Anvard padl do zajetí, ale nepřestával zpupně vyhrožovat, a to ani poté, co mu domluvil sám Aslan.
Proto byl proměněn v němého osla a podoba mu byla vrácena před zraky tisíců Kalormenců, čímž si vysloužil přízvisko Rabadaš Směšný.
Rámandú
Stařec, který dříve byl hvězdou. Na Rámandúově ostrově našla posádka Jitřního poutníka poslední tři lordy. Jeho dcera se vdala za Kaspiana X.
Ve filmu se Rámandú neobjevuje, ale jeho dcera na Rámandúově ostrově udílí hrdinům instrukce.
Rámandúova dcera
V knize její jméno není uvedeno, ve filmu je zvána Lilliandil. V knize PJP žije na Rámandúově ostrově, přivítá tam posádku Jitřního poutníka a později se vdá za Kaspiana X.
Ve filmové verzi ukazuje posádce směr jakožto Modrá hvězda. Na Rámandúově ostrově se změní v krásnou dívku a vysvětluje posádce, že musí plout na Temný ostrov.
Restimar
Jeden ze Sedmi lordů Telmarínů.
Revilian
Jeden ze Sedmi lordů Telmarínů.
Rhince
Rhince byl prvním důstojníkem na lodi v knize Plavba Jitřního poutníka. Ve filmové verzi byl Rhince námořník, který se přidal k posádce v průběhu plavby, aby pátral své po manželce Heleně, kterou pohltila zelená mlha.
Rhoop
Jeden ze Sedmi lordů Telmarínů.
Rilian
Syn Kaspiana X., který se nechal svést Zelenou čarodějnicí. Odešel s ní do podzemí, kde byl omámen kouzlem, čarodějnici obdivoval a poslouchal a pouze na hodinu denně byl při smyslech, ovšem tu strávil přivázanou ke stříbrné židli (odtud název knihy). Byl vysvobozen Eustácem a Jill.
Rípčíp
Rípčíp (anglicky Reepicheep) byl velitel mluvících myší. Potomek myší, které získaly dar řeči, když přehryzaly Aslanova pouta při jeho popravě na Kamenném stolu. Účastnil se boje Kaspiana X. o trůn a jeho výpravy za ztracenými lordy.
Nesmírně si zakládal na rytířských hodnotách: cti, odvaze a dvornosti.
Tarkán Rišda
Kalormenský vojenský velitel, který v knize Poslední bitva spolupracoval s Vytáčkou na klamání Narnianů lžemi o zjevení Aslana a o tom, že Aslan a Taš jsou jedno. Když se těmto lžím král Tirian postavil, Rišda vedl útok na jeho věrné.

## S
Sedm lordů Telmarínů
Jde o sedm Telmarínů (někde též Telmařanů, tj. příslušníků rasy, která do Narnie vpadla z Telmaru). Protože byli věrní Kaspianovi X., Miráz se jich chtěl zbavit, aby mu nebránili stát se králem. Proto jim poručil plavit se na východ a zkoumat neznámá moře za Osamělými ostrovy. V knize Princ Kaspian je řečeno, že „přesně jak Miráz očekával, žádný z nich se nevrátil“.
Pátrání po nich je hlavní zápletkou knihy Plavba Jitřního poutníka.
- Lord Bern se od ostatních oddělil již na Osamělých ostrovech a oženil se tam. Když tam v PJP doplul král Kaspian, Bern mu pomohl sesadit místodržitele a sám byl pak jmenován jejich vévodou.
- Náramek Lorda Oktesiána se našel na Dračím ostrově, kde Eustác viděl zemřít draka a sám byl pak dočasně změněn v draka. Posádka se domnívala, že zemřelý drak byl buď lord Oktesián, nebo lorda sežral.
- Lord Restimar se napil z jezírka, které všechno proměňovalo ve zlato. Jeho tělo (zlatá socha) bylo nalezeno Kaspianem, který ostrov s tímto jezírkem pojmenoval Ostrov Mrtvých vod
- Lord Rhoop byl nalezen na Temném ostrově. Byl napůl šílený hrůzami a strachem, které na ostrově prožil.
- Lord Mavramorn, Lord Revilian a Lord Argoz byli nalezeni jako poslední, spící na Ramanduově ostrově. Kaspian se dozvěděl, že se probudí, pokud se některý z jeho společníků rozhodne nevrátit. Tím společníkem byl Rípčíp, který se rozhodl vstoupit do Aslanovy říše.

Shift — viz Vytáčka
Sopespian
je přední telmařanský lord, spolčený s lordem Glozellem proti samozvanému králi Mirazovi (PK). Ve filmu jej Miraz pověří stavbou mostu přes Berunu. Poté, co Miraz prohraje souboj s nejvyšším vládcem Petrem Vznešeným, jej Sopespian podle zavraždí. (V knize krále zavraždí Glozell, Sopespian mezitím padne rukou Petra Vznešeného.) Během závěrečné bitvy je Sopespian pohlcen říčním bohem společně s mostem vybudovaným přes Berunu.

## Š
Šasta
Viz Kor. „Šasta“ bylo jméno, které mu dal jeho adoptivní otec Aršíš.

## T
Taš
Taš je bůh uctívaný v Kalormenu; je zlý a je přímým protikladem Aslana (jako bůh a ďábel). Má supí hlavu a čtyři ruce s ptačími pařáty. Živí se krví svých lidí.
Tavros
Vystupuje pouze ve filmu PJP. Svalnatý a podmračený minotaurus.
Tirian
Poslední král Narnie. Za jeho vlády opičák Vytáčka přesvědčil osla Zmatlíka, aby se oblékl do lví kůže a předstíral, že je Aslan. Vytáčka pak v Aslanově jménu nařídil Narnianům, aby sloužili Kalormencům. Tirian proti přesile kalormenských vojáků bojoval až do poslední chvíle a pak byl přenesen do Nové Narnie.
Tisrok
Tisrok byl titul vládců Kalormenu. V Kalormenu nebylo přípustné se o něm zmínit, aniž by člověk pronesl „kéž žije věčně“. Tisrokové se pokládali za potomky boha Taše.
Během událostí KaJCh byl Tisrokem Rabadašův otec, který se neštítil povolit Rabadašovi útok na Anvard, ačkoli si (na rozdíl od Rabadaše) uvědomoval, že útočníci budou zřejmě pobiti. Chtěl se tak pojistit pro případ, že by se Rabadašovi nechtělo čekat na trůn.
Trumpkin — viz Dýnil
Tumnus
Faun Tumnus (nejčastěji zmiňován jako pan Tumnus) byl první obyvatel narnijského světa, kterého Lucinka potkala. Pozval Lucinku k sobě na svačinu; poté byl zatčen tajnou policií samozvané královny Jadis za „bratříčkování se s lidmi“. Později (KaJCh) se stal jedním ze členů narnijského královského dvora.

## Ť
Ťulpodi
Ťulpodi byli jednonozí trpaslíci na Koriakinově ostrově. Vyhrůžkami donutili Lucinku, aby vešla do Koriakinova sídla a přečetla kouzlo, které je zviditelní.
Byli velmi hloupí a neustále přitakali svému náčelníkovi, že všechno dělá dobře. Původně to byli nevzhlední trpaslíci zvaní Ťulpasové (jinde Ňoumové), které čaroděj Koriakin změnil na jednonožce - monopody. Zkomolením obou jmen vzniklo jejich nové jméno - Ťulpodi (jinde Ňomopodi).

## V
Vytáčka
Záludný opičák, který oblékl osla Zmatlíka do lví kůže, aby předstíral, že je Aslan, a pak v jeho jménu vydával rozkazy obyvatelům Narnie. Přikázal jim, aby mu nosili lahůdky (např. oříšky) a aby káceli mluvící stromy a prodávali je do Kalormenu. Později se podílel na lži kapitána Rišdy, že Aslan a Taš je jedna a táž osoba.

## W
Winka — viz Hwin

## Z
Zázvorka
Kocour, který se podílel na lži Rišdy a Vytáčky, že Aslan a Taš jsou jedno. Byl s Rišdou dohodnut, že před zraky ostatních vstoupí do stáje a bude předstírat hrůzu z toho, že se tam setkal s Tašem - aby se nikdo další neodvážil do stáje podívat a aby tak nebylo prozrazeno, že stáj je prázdná.
Jeho plán byl však překažen tím, že ve stáji se objevil skutečný Taš. Zázvorka při setkání s ním ztratil řeč a stal se obyčejným, němým kocourem.
Zelená čarodějnice, Paní v zelené kytlici
Kouzelnice, která svedla krále Riliana, aby ji následoval do podzemí, a tam jej očarovala, aby si nepamatoval na svůj předchozí život. Přesvědčila jej, aby vedl její vojska, která měla dobýt Narnii.
Zelená mlha
Hlavní antagonista filmu PJP. Děsivá mlha, která požírá námořníky a která všechny hrdiny pokouší. Jejím cílem je vymýtit ze světa veškeré dobro. Byla poražena, když hrdinové položili na stůl na Rámandúově ostrově meče sedmi lordů.
V knižní verzi se nevyskytuje (až na to, že kolem Temného ostrova byla neprostupná temnota).
Zmatlík
Osel, který se nechal sobeckým Vytáčkou vykořisťovat a později i přesvědčit, aby si navlékl lví kůži a předstíral, že je Aslan. Protože přestrojení za lva nebylo příliš přesvědčivé, nechal se od Narnianů vidět jen z dálky a v noci.
Zuzana Pevensieová